# Organização Marítima Internacional
A Organização Marítima Internacional (OMI) (em inglês: International Maritime Organization, IMO; em francês: Organisation Maritime Internationale, OMI; conhecida como Organização Consultiva Marítima Intergovernamental até 1982) é uma agência especializada da Organização das Nações Unidas (ONU) responsável pela regulamentação do transporte marítimo. A OMI foi estabelecida após acordo numa conferência da ONU realizada em Genebra em 1948 e a OMI passou a existir dez anos depois, reunindo-se pela primeira vez em 1959. Com sede em Londres, Reino Unido, a OMI tem atualmente 174 estados membros e três membros associados.
O objetivo principal da OMI é desenvolver e manter uma estrutura regulatória abrangente para o transporte marítimo e as suas atribuições hoje incluem segurança, questões ambientais, questões legais, cooperação técnica, segurança marítima e a eficiência do transporte marítimo. A IMO é governada por uma assembleia de membros e é administrada financeiramente por um conselho de membros eleitos pela assembleia. O trabalho da OMI é conduzido por meio de cinco comités (comitês) e estes são apoiados por subcomités (subcomitês) técnicos. Outras organizações da ONU podem observar os procedimentos da IMO. O estatuto de observador é concedido a organizações não governamentais qualificadas.
A OMI é apoiada por um secretariado permanente de funcionários que são representantes dos membros da organização. O secretariado é composto por um secretário-geral, eleito periodicamente pela assembleia, e por várias divisões, como as de segurança marítima, proteção ambiental e uma seção de conferências.

## Instrumentos legais
A OMI é a fonte de aproximadamente 60 instrumentos jurídicos que orientam o desenvolvimento regulatório dos seus estados membros para melhorar a segurança no mar, facilitar o comércio entre os estados marítimos e proteger o ambiente marítimo. A mais conhecida é a Convenção Internacional para a Salvaguarda da Vida Humana no Mar (em inglês: International Convention for the Safety of Life at Sea, SOLAS), bem como a Convenção Internacional sobre Preparação, Resposta e Cooperação contra a Poluição por Hidrocarbonetos (em inglês: International Convention on Oil Pollution Preparedness, Response and Co-operation, OPRC). Outros instrumentos jurídicos incluem os Fundos Internacionais de Compensação da Poluição por Hidrocarbonetos (em inglês: International Oil Pollution Compensation Funds, IOPC). A OMI também funciona como um depositário de tratados ainda não ratificados, como a Convenção Internacional sobre Responsabilidade e Compensação por Danos Relacionados com o Transporte de Substâncias Nocivas e Perigosas por Mar, de 1996, conhecida como Convenção HNS (em inglês: International Convention on Liability and Compensation for Damage in Connection with the Carriage of Hazardous and Noxious Substances by Sea, HNS Convention) e a Convenção Internacional de Nairóbi para Remoção de Destroços, de 2007 (em inglês: Nairobi International Convention of Removal of Wrecks).
A OMI regularmente promulga regulamentos, que são amplamente aplicados pelas autoridades marítimas nacionais e locais nos países membros, como o Regulamento Internacional para Evitar Abalroamentos no Mar, RIEAM (em inglês: International Regulations for Preventing Collisions at Sea, COLREG). A IMO também promulgou a autoridade para o Controlo do Estado Reitor do Porto (em inglês: Port State Control, PSC), permitindo que as autoridades marítimas domésticas, como a guarda costeira, inspecionem navios de bandeira estrangeira que façam escala em portos de muitos estados portuários. Memorandos de entendimento (protocolos) foram assinados por alguns países unificando, entre os países signatários, os procedimentos de controlo pelo Estado nos portos.
Convenções, códigos e regulamentos:
- Convenção MARPOL, conhecida oficialmente por Convenção Internacional para a Prevenção da Poluição por Navios (em inglês: International Convention for the Prevention of Pollution from Ships, MARPOL Convention)
  - Anexo I da MARPOL (em inglês: MARPOL Annex I)
- Convenção SOLAS, conhecida oficialmente por Convenção Internacional para a Salvaguarda da Vida Humana no Mar (em inglês: International Convention for the Safety of Life at Sea, SOLAS Convention)
  - Código IMDG, Código Marítimo Internacional de Mercadorias Perigosas (em inglês: International Maritime Dangerous Goods Code, IMDG Code)
  - Código ISM, Código Internacional de Gestão da Segurança (em inglês: International Safety Management Code, ISM Code)
  - Código ISPS, Código Internacional para a Proteção dos Navios e das Instalações Portuárias (em inglês: International Ship and Port Facility Security Code, ISPS Code)
- Convenção STCW, conhecida oficialmente por Convenção Internacional sobre Normas de Formação, de Certificação e de Serviços de Quartos para os Marítimos (em inglês: International Convention on Standards of Training, Certification and Watchkeeping for Seafarers, STCW Convention)
- Código Internacional de Sinais (em inglês: International Code of Signals, ICS)
- Regulamento Internacional para Evitar Abalroamentos no Mar, RIEAM (em inglês: International Regulations for Preventing Collisions at Sea, COLREG)
- Convenção HNS, conhecida oficialmente por Convenção internacional sobre a responsabilidade e a indemnização por danos ligados ao transporte por mar de substâncias nocivas e potencialmente perigosas (em inglês: International Convention on Liability and Compensation for Damage in Connection with the Carriage of Hazardous and Noxious Substances by Sea, HNS Convention)
- Convenção CLC, Convenção Internacional sobre Responsabilidade Civil em Danos Causados por Poluição por Óleo (em inglês: International Convention on Civil Liability for Oil Pollution Damage, CLC Convention)
- Convenção FUND 92, conhecida oficialmente por Convenção Internacional sobre a Responsabilidade Civil pelos Prejuízos Devidos à Poluição por Hidrocarbonetos (em inglês: International Convention on the Establishment of an International Fund for Compensation for Oil Pollution Damage, FUND92 Convention)
- Convenção BWM, conhecida oficialmente por Convenção Internacional para o Controlo e Gestão das Águas de Lastro e Sedimentos dos Navios (em inglês: International Convention for the Control and Management of Ships' Ballast Water and Sediments, Ballast Water Management Convention, BWM Convention)

## Governação da OMI
O órgão dirigente da Organização Marítima Internacional é a Assembleia, que se reúne a cada dois anos. Entre as sessões da Assembleia, um Conselho, composto por 40 Estados Membros eleitos pela Assembleia, atua como órgão de governo. O trabalho técnico da Organização Marítima Internacional é realizado por uma série de Comités (Comitês). O Secretariado é composto por cerca de 300 funcionários internacionais chefiados por um Secretário-Geral.

## Uso do Sistema Internacional de Unidades
O transporte marítimo é uma das poucas áreas industriais que ainda habitualmente usa unidades não métricas (unidades não SI) como a milha náutica (mn, ou nmi) para distância e nós (kn) para rapidez ou velocidade. Uma milha náutica é aproximadamente um minuto de arco de latitude ao longo de qualquer arco de meridiano, e hoje é precisamente definida como 1852 metros (cerca de 1,151 milhas estatutárias).
Em 1975, a assembleia da OMI decidiu que as futuras convenções da Convenção Internacional para a Salvaguarda da Vida Humana no Mar (Convenção SOLAS) e outros instrumentos da OMI deveriam usar apenas unidades SI (do Sistema Internacional de Unidades).